# Championnat du Kirghizistan de football 1995
Navigation
Saison précédente Saison suivante
La saison 1995 du Championnat du Kirghizistan de football est la quatrième édition de la première division au Kirghizistan. Le déroulement du championnat diffère des saisons précédentes et se passe en deux phases :
- lors de la première, les seize équipes sont réparties en deux poules de huit et s'affrontent à deux reprises. Quatre formations de chaque poule se qualifient pour la phase finale, les quatre autres doivent disputer les poules de promotion-relégation
- le titre se joue entre les huit équipes qualifiées, qui se rencontrent à nouveau au sein d'une poule unique.

C'est le tenant du titre, le FC Kant-Oil Kant qui remporte à nouveau la compétition cette saison après avoir terminé en tête de la poule finale, avec un seul point d'avance sur l'AiK Bichkek, promu de D2 et trois sur le FC Semetei Kyzyl-Kiya. C'est le deuxième et dernier titre de champion du Kirghizistan de l'histoire du club, qui disparaît à la fin de la saison pour raisons financières.

## Les clubs participants
- Alga Bichkek
- FC Alay Och
- FC Rotor Bichkek
- FC Semetei Kyzyl-Kiya
- FC Alay Gulcha
- Ak-Maral Tokmak
- AiK Bichkek - Promu de D2
- Dinamo Bichkek - Promu de D2
- Zhashtyk Ak Altyn Kara-Suu
- FC Neftchi Kotchkor-Ata
- KVT Khimik Kara-Balta
- Kokart Djalalabad
- Shumkar-SKIF Bichkek
- FC Kant-Oil Kant
- Khimik Suzak - Promu de D2
- Dinamo Och - Promu de D2

## Compétition
Le barème de points servant à établir le classement se décompose ainsi :
- Victoire : 3 points
- Match nul : 1 point
- Défaite : 0 point

### Première phase
| Rang | Équipe                | Pts | J  | G  | N | P | Bp | Bc | Diff |
| ---- | --------------------- | --- | -- | -- | - | - | -- | -- | ---- |
| 1    | FC Kant-Oil KantT     | 38  | 14 | 12 | 2 | 0 | 52 | 9  | +43  |
| 2    | Alga Bichkek          | 28  | 14 | 8  | 4 | 2 | 32 | 19 | +13  |
| 3    | Shumkar-SKIF Bichkek  | 21  | 14 | 6  | 3 | 5 | 15 | 17 | -2   |
| 4    | AiK BichkekP          | 21  | 14 | 6  | 3 | 5 | 18 | 11 | +7   |
| 5    | Ak-Maral Tokmak       | 16  | 14 | 3  | 7 | 4 | 17 | 18 | -1   |
| 6    | FC Rotor Bichkek      | 13  | 14 | 4  | 1 | 9 | 15 | 27 | -12  |
| 7    | KVT Khimik Kara-Balta | 9   | 14 | 2  | 3 | 9 | 13 | 38 | -25  |
| 8    | Dinamo BichkekP       | 9   | 14 | 2  | 3 | 9 | 10 | 33 | -23  |

| Rang | Équipe                     | Pts | J  | G  | N | P  | Bp | Bc | Diff |
| ---- | -------------------------- | --- | -- | -- | - | -- | -- | -- | ---- |
| 1    | FC Alay Och                | 31  | 14 | 10 | 1 | 3  | 28 | 7  | +21  |
| 2    | FC Alay Gulcha             | 28  | 14 | 9  | 1 | 4  | 17 | 12 | +5   |
| 3    | FC Semetei Kyzyl-Kiya      | 28  | 14 | 8  | 4 | 2  | 33 | 17 | +16  |
| 4    | Dinamo OchP                | 27  | 14 | 7  | 3 | 3  | 31 | 14 | +17  |
| 5    | Zhashtyk Ak Altyn Kara-Suu | 22  | 14 | 7  | 1 | 6  | 21 | 19 | +2   |
| 6    | FC Neftchi Kotchkor-Ata    | 15  | 14 | 4  | 3 | 7  | 12 | 23 | -11  |
| 7    | Kokart Djalalabad          | 10  | 14 | 3  | 1 | 10 | 17 | 39 | -22  |
| 8    | Khimik SuzakP              | 0   | 14 | 0  | 0 | 14 | 5  | 33 | -28  |

### Phase finale
| Rang | Équipe                 | Pts | J  | G | N | P  | Bp | Bc | Diff |
| ---- | ---------------------- | --- | -- | - | - | -- | -- | -- | ---- |
| 1    | FC Kant-Oil KantT      | 31  | 14 | 9 | 4 | 1  | 25 | 7  | +18  |
| 2    | AiK BichkekP           | 30  | 14 | 9 | 3 | 2  | 24 | 7  | +17  |
| 3    | FC Semetei Kyzyl-KiyaC | 28  | 14 | 8 | 4 | 2  | 23 | 8  | +15  |
| 4    | Dinamo OchP            | 17  | 14 | 5 | 2 | 7  | 19 | 28 | -9   |
| 5    | Alga Bichkek           | 17  | 14 | 4 | 5 | 5  | 19 | 16 | +3   |
| 6    | FC Alay Och            | 16  | 14 | 3 | 7 | 4  | 19 | 25 | -6   |
| 7    | FC Alay Gulcha         | 7   | 14 | 1 | 4 | 9  | 11 | 33 | -22  |
| 8    | Shumkar-SKIF Bichkek   | 6   | 14 | 1 | 3 | 10 | 4  | 20 | -16  |

|  | Champion du Kirghizistan 1995                                                 |
|  | Qualification pour la Coupe d'Asie des clubs champions 1996-1997              |
|  | Qualification pour la Coupe des Coupes 1996-1997                              |
|  | T : Tenant du titre C : Vainqueur de la Coupe du Kirghizistan P : Promu de D2 |

## Bilan de la saison
| Championnat du Kirghizistan de football 1995 |                                |
| Champion                                     | FC Kant-Oil Kant (1er titre)   |
| Coupes et trophées                           |                                |
| Vainqueur de la Coupe du Kirghizistan 1995   | FC Semetei Kyzyl-Kiya          |
| Qualifications continentales                 |                                |
| Coupe d'Asie des clubs champions 1996-1997   | AiK Bichkek                    |
| Coupe des Coupes 1996-1997                   | FC Semetei Kyzyl-Kiya          |
| Promotions et relégations                    |                                |
| Promus en Vysshaya Liga                      | Aucun                          |
| Relégués en Deuxième division                | Ak-Maral Tokmak                |
| Relégués en Deuxième division                | Zhashtyk Ak Altyn Kara-Suu     |
| Relégués en Deuxième division                | Khimik Suzak                   |
| Relégués en Deuxième division                | FC Kant-Oil Kant (dissolution) |